# Kabinett Dufaure II

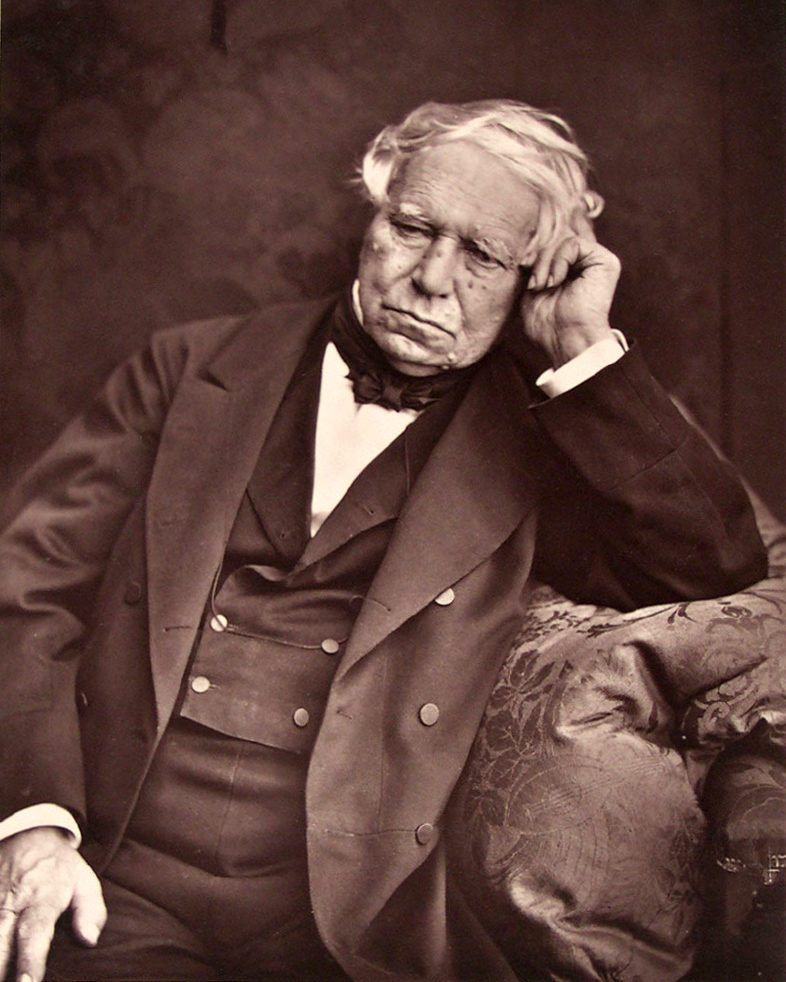
Jules Dufaure war zwischen 1871 und 1873, 1876 sowie von 1877 bis 1879 Premierminister Frankreichs

Das zweite Kabinett Dufaure war eine Regierung der Dritten Französischen Republik. Es wurde am 18. Mai 1873 von Premierminister Jules Dufaure gebildet und löste das Kabinett Dufaure I ab. Es blieb bis zum 24. Mai 1873 im Amt und wurde daraufhin vom Kabinett Broglie I abgelöst. Dufaure war formell Vice-Président du Conseil, während Staatspräsident Adolphe Thiers Président du Conseil war.
Die folgenden Gruppierungen waren im Kabinett vertreten: Centre gauche (CG), Centre droit (CD) und Orléanisten (Orl).

## Kabinett
Dem Kabinett gehörten folgende Minister an:
| Amt                                                 | Name                        | Gruppe | Beginn der Amtszeit | Ende der Amtszeit |
| --------------------------------------------------- | --------------------------- | ------ | ------------------- | ----------------- |
| Premierminister                                     | Jules Dufaure               | CG     | 18. Mai 1873        | 24. Mai 1873      |
| Außenminister                                       | Charles de Rémusat          | CG     | 18. Mai 1873        | 24. Mai 1873      |
| Kriegsminister                                      | Ernest Courtot de Cissey    | Orl    | 18. Mai 1873        | 24. Mai 1873      |
| Minister für öffentlichen Unterricht, schöne Künste | William Henry Waddington    | CG     | 18. Mai 1873        | 24. Mai 1873      |
| Innenminister                                       | Auguste Casimir-Perier      | CG     | 18. Mai 1873        | 24. Mai 1873      |
| Justizminister                                      | Jules Dufaure               | CG     | 18. Mai 1873        | 24. Mai 1873      |
| Minister für Marine und Kolonien                    | Louis Pierre Alexis Pothuau |        | 18. Mai 1873        | 24. Mai 1873      |
| Minister für Religion                               | Oscar Bardi de Fourtou      | CD     | 18. Mai 1873        | 24. Mai 1873      |
| Finanzminister                                      | Léon Say                    | CG     | 18. Mai 1873        | 24. Mai 1873      |
| Minister für öffentliche Arbeiten                   | René Bérenger               | CG     | 18. Mai 1873        | 24. Mai 1873      |
| Minister für Landwirtschaft und Handel              | Pierre Teisserenc de Bort   | CG     | 18. Mai 1873        | 24. Mai 1873      |

## Historische Einordnung
Präsident Thiers versuchte im zweiten Kabinett Dufaure eine stärkere republikanische Ausrichtung durchzusetzen, was an der konservativ-monarchistischen Mehrheit im Parlament scheiterte. Thiers und Dufaure legten der Versammlung einen Entwurf über die Gewaltenteilung (Zweikammersystem) vor. Nachdem dieser Entwurf bei der Abstimmung scheiterte, legten zunächst Thiers und in der Folge Dufaure ihre Ämter nieder. Die Versammlung ernannte sofort Patrice de Mac-Mahon zum neuen Staatspräsidenten und dieser nahm die Demission Dufaures am nächsten Tag an.